# Homalophis
Homalophis es un género de serpientes de la familia Homalopsidae. Son endémicas de Borneo (Indonesia y Malasia Oriental).

## Especies
Se reconocen las siguientes:
- Homalophis doriae Peters, 1871
- Homalophis gyii (Murphy, Voris & Auliya, 2005)